# Titularbistum Cubda
Cubda ist ein Titularbistum der römisch-katholischen Kirche.
Es geht zurück auf einen untergegangenen Bischofssitz in der gleichnamigen antiken Stadt, die in der römischen Provinz Africa proconsularis (heute nördliches Tunesien) lag. Der Bischofssitz war der Kirchenprovinz Karthago zugeordnet.
| Titularbischöfe von Cubda |                                 |                                                                                               |                 |                  |
| Nr.                       | Name                            | Amt                                                                                           | von             | bis              |
| 1                         | Benoît Gassongo                 | Weihbischof in Fort-Rousset (Französisch-Äquatorialafrika/Republik Kongo/Volksrepublik Kongo) | 6. Juli 1965    | 17. April 1981   |
| 2                         | György Póka                     | Weihbischof in Szombathely (Volksrepublik Ungarn)                                             | 5. April 1982   | 3. Mai 1987      |
| 3                         | José María Izuzquiza Herranz SJ | Apostolischer Vikar von Jaén en Peru o San Francisco Javier (Peru)                            | 30. März 1987   | 26. April 2011   |
| 4                         | Efraín Mendoza Cruz             | Weihbischof in Tlalnepantla (Mexiko)                                                          | 4. Juni 2011    | 9. November 2022 |
| 5                         | Horacio José Álvarez            | Weihbischof in Córdoba (Argentinien)                                                          | 11. August 2023 |                  |